# Lingue della provincia autonoma di Bolzano
La provincia autonoma di Bolzano è un'area trilingue: secondo i dati del censimento dei gruppi linguistici del dicembre 2024, oltre due terzi degli abitanti (68,61%) sono di madrelingua tedesca (con una punta del 99,52% a Moso in Passiria), il 26,65% di madrelingua italiana (con una punta del 74,71% a Bolzano) e il restante 4,40% di madrelingua ladina (con una punta di 96,45% a La Valle). Il censimento dei gruppi linguistici si tiene a cadenza decennale. Quello relativo alla data del 31.12.2021, che sarebbe dovuto iniziare il primo marzo 2022, è iniziato il 4 dicembre 2023 ed è terminato il 29 febbraio 2024, raccogliendo i dati del 30,61% della popolazione. 
I dati della restante parte sono raccolti col censimento tradizionale, che è terminato il 30 giugno 2024. La data di riferimento del censimento è il 30 settembre 2023, cioè la data in cui gli aventi diritto dovevano avere i requisiti della residenza nella provincia e della cittadinanza italiana.

## Statistiche
I risultati storici delle statistiche, dal 1880 in poi, sono liberamente consultabili sul sito dell'Istituto Provinciale di Statistica; quelli relativi al 2024 sono stati pubblicati il 6 dicembre 2024.

| Gruppo linguistico | 1880    | 1890    | 1900    | 1910    | 1921     | 1945    | 1961    | 1971    | 1981    | 1991    | 2001    | 2011    | 2024    |
| ------------------ | ------- | ------- | ------- | ------- | -------- | ------- | ------- | ------- | ------- | ------- | ------- | ------- | ------- |
| Tedesco            | 90,60 % | 89,00 % | 88,80 % | 89,00 % | 75,90 %  | 61,60 % | 62,25 % | 62,88 % | 64,92 % | 67,99 % | 69,15 % | 69,41 % | 68,61 % |
| Italiano           | 3,40 %  | 4,50 %  | 4,00 %  | 2,90 %  | 10,62 %  | 35,00 % | 34,31 % | 33,27 % | 28,73 % | 27,65 % | 26,47 % | 26,06 % | 26,98 % |
| Ladino             | 4,30 %  | 4,30 %  | 4,00 %  | 3,80 %  | 3,89 % * | 3,40 %  | 3,37 %  | 3,73 %  | 4,12 %  | 4,36 %  | 4,37 %  | 4,53 %  | 4,41 %  |

*Nel 1921 nella popolazione di lingua tedesca erano compresi anche 24.495 (9,62%) residenti di lingua tedesca ma non nativi dell'Alto Adige (escludendo tale popolazione la percentuale del gruppo italiano superava il 18%).

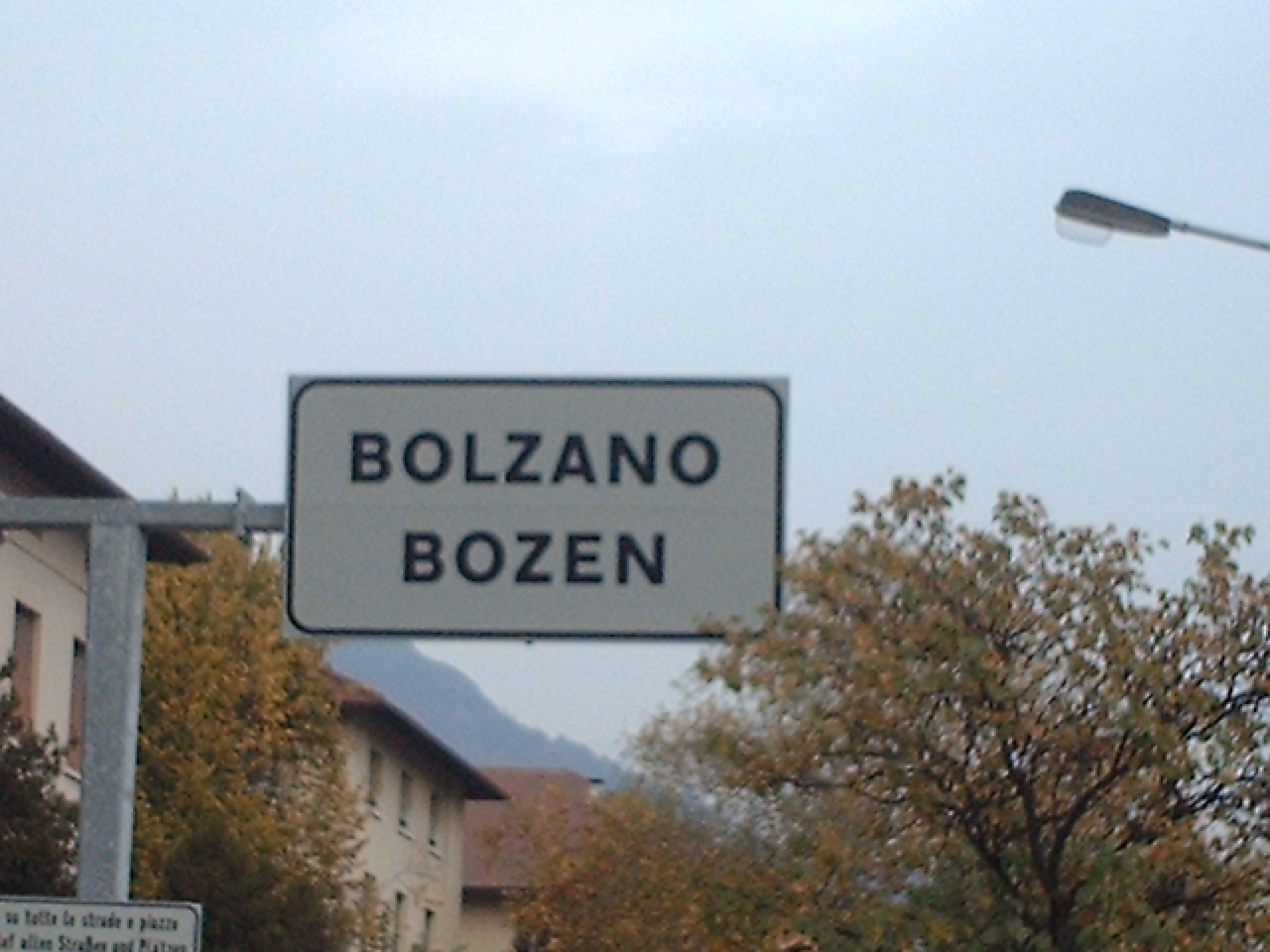
Cartello stradale bilingue di Bolzano

Gli italofoni sono concentrati soprattutto nel capoluogo, Bolzano (lad. Bulsan, ted. Bozen), nei maggiori centri della provincia (dopo Bolzano), Merano (lad. e ted. Meran) e Bressanone (ted. Brixen, lad. Persenon), e nei comuni sottoindicati. I ladinofoni soprattutto nella Val Gardena (lad. Gherdëina, ted. Gröden) e in Val Badia (lad. Val Badia, ted. Gadertal).
Raffrontando i dati del censimento del 2024 con quelli del 2011, si può estrapolare la crescita del gruppo italiano, a scapito di quelli tedesco e ladino. 
Nel 2024, su 116 comuni, in ben 102 è maggioritario il gruppo tedesco, in 8 quello ladino (96,45% a La Valle; gli altri comuni sono Badia, Corvara in Badia, Marebbe, San Martino in Badia, Santa Cristina Valgardena, Selva di Val Gardena, Ortisei). Altri comuni con apprezzabile presenza ladina sono Castelrotto (15,81%) e Ponte Gardena (4,49%). Negli altri comuni i ladini sono quasi assenti.
In 6 comuni prevale il gruppo linguistico italiano (in parentesi la consistenza percentuale): Bolzano (74,71%), Laives (74,47%), Bronzolo (63,46%), Salorno (62,49%), Vadena (61,52%). Nel comune di Merano nel 2024 c'è stato il sorpasso degli italiani (51,37%, erano il 49,06% nel 2011) sui tedeschi (48,26%, erano il 50,47% nel 2011); quasi scomparsi i ladini (0,37%, erano lo 0,47% nel 2011).

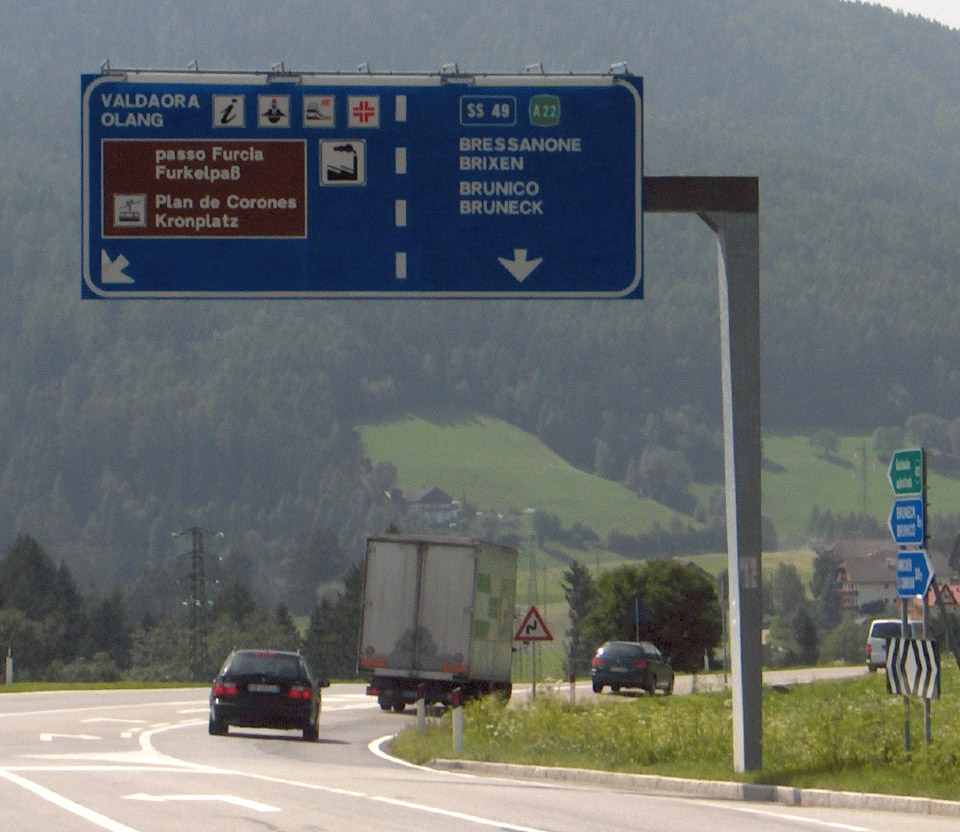
Segnaletica bilingue italiano/tedesco in Alto Adige

All'ultimo censimento prima dell'entrata in vigore del Pacchetto per l'Alto Adige, nel 1971 vi erano altri due comuni con maggioranza italiana, Fortezza (41,09% nel 2024), Egna (38,84% nel 2024). In altri comuni risiede una consistente minoranza italofona: Vipiteno (32,08%), Ora (31,28%), Cortina sulla strada del vino (27,67%), Bressanone (26,03%).
Negli 8 comuni a maggioranza ladina il secondo gruppo linguistico è quello italiano in 6 comuni. Fanno eccezione Ortisei e La Valle, dove il secondo gruppo è quello tedesco. Nel censimento 2024, anche nei comuni a prevalenza ladina, aumenta la consistenza del gruppo italiano rispetto al censimento del 2011.
La maggior parte dei comuni ha tuttavia una popolazione italofona ben al di sotto del 10%. Ma secondo il censimento del 2024, non vi è alcun comune in cui non siano presenti madrelingua italiani, a differenza di quello del 2011.
Tra i censimenti del 2011 e 2024 si assiste all'aumento del gruppo linguistico italiano in tutti i grandi comuni ed in totale in 96 comuni, con un calo solo in 20. Il gruppo tedesco cala in 102 comuni ed aumenta in 14 comuni. Il gruppo ladino cala in tutti i principali centri a maggioranza ladina, ad eccezione di Marebbe. Nei comuni a maggioranza ladina si rafforza soprattutto il gruppo linguistico italiano.
Gli altoatesini germanofoni fanno largo uso del loro dialetto, appartenente al gruppo del bavarese: il sudtirolese, che è presente in molteplici momenti della vita pubblica e privata ed è quasi sempre preferito al tedesco standard. Quest'ultimo, tuttavia, nella sua variante austriaca, rimane l'idioma insegnato a scuola, usato nella comunicazione scritta e nelle occasioni ufficiali. La popolazione germanofona, specialmente nelle valli, parla anche il dialetto sudtirolese.
Ogni cittadino italiano di età superiore ad anni quattordici residente nella provincia di Bolzano alla data del censimento e non interdetto per infermità di mente è tenuto a dichiarare la propria appartenenza ad un gruppo linguistico; può anche dichiarare di non appartenere a nessuno dei gruppi linguistici, di essere "altro", ma deve comunque aggregarsi ad uno dei tre. La dichiarazione non deve essere resa dai cittadini stranieri. Essa è finalizzata in primo luogo alla determinazione della proporzionale etnica, per l'assegnazione degli impieghi nella pubblica amministrazione: attualmente, su 100 posti pubblici, 69 vanno al gruppo tedesco, 27 a quello italiano e 4 a quello ladino.

### Le dichiarazioni di appartenenza e di aggregazione
Il censimento prevede solo 3 possibilità di scelta, nelle 3 lingue autoctone di appartenenza. Tuttavia, poiché c'è una crescente presenza di immigrati che hanno una diversa lingua di appartenenza, a questi è permesso dichiarare la propria aggregazione ad una delle 3 lingue autoctone. 
Le dichiarazioni di appartenenza nel 2024 sono state 442.320 e quelle di aggregazione 8.053, per un totale di 450.373 dichiarazioni valide. Nelle dichiarazioni di aggregazione si nota una maggiore preferenza per i gruppi italiano e ladino rispetto a quella di appartenenza.
Le dichiarazioni di appartenenza e aggregazione hanno medesimo valore ai fini della proporzionale etnica.
Dichiarazioni di appartenenza
| Gruppo linguistico | 2001    | 2011    | 2024    |
| ------------------ | ------- | ------- | ------- |
| Tedesco            | 69,38 % | 69,64 % | 68,95 % |
| Italiano           | 26,30 % | 25,84 % | 26,65 % |
| Ladino             | 4,32 %  | 4,52 %  | 4,40 %  |

Dichiarazioni di aggregazione
| Gruppo linguistico | 2001    | 2011    | 2024    |
| ------------------ | ------- | ------- | ------- |
| Tedesco            | 59,32 % | 55,66 % | 50,07 % |
| Italiano           | 34,30 % | 38,81 % | 45,00 % |
| Ladino             | 6,38 %  | 5,53 %  | 4,93 %  |

## Uso della lingua tedesca

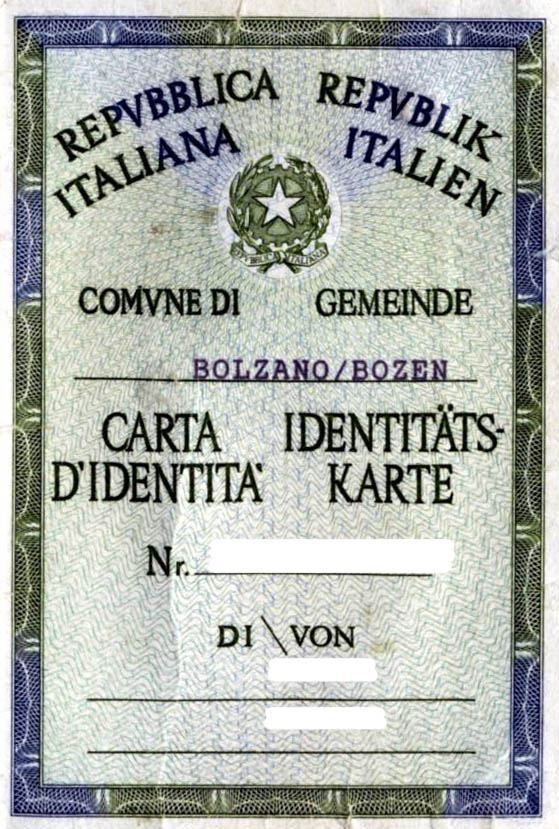
Carta d'identità bilingue italiano-tedesco

Lo Statuto del Trentino-Alto Adige sancisce che la lingua tedesca è parificata a quella italiana, ma quest'ultima fa testo negli atti aventi carattere legislativo (art. 99).
I cittadini di lingua tedesca della provincia di Bolzano hanno facoltà di usare la loro lingua nei rapporti con gli uffici giudiziari e con gli organi e uffici della pubblica amministrazione, nonché con i concessionari di servizi di pubblico interesse. Le carte d'identità dei residenti in Alto Adige sono espresse in italiano e tedesco, oltre ad essere di colore verde.
Nelle adunanze degli organi collegiali della regione Trentino-Alto Adige, della Provincia di Bolzano e degli enti locali può essere usata la lingua italiana o la lingua tedesca.
Nella corrispondenza e nelle comunicazioni orali deve essere usata la lingua del richiedente; quando viene avviata d'ufficio, la corrispondenza si svolge nella lingua presunta del cittadino cui è destinata.
(art. 100)
Le amministrazioni pubbliche devono usare, nei riguardi dei cittadini di lingua tedesca, anche la toponomastica tedesca, se la legge provinciale ne abbia accertata l'esistenza ed approvata la dizione (art. 101).

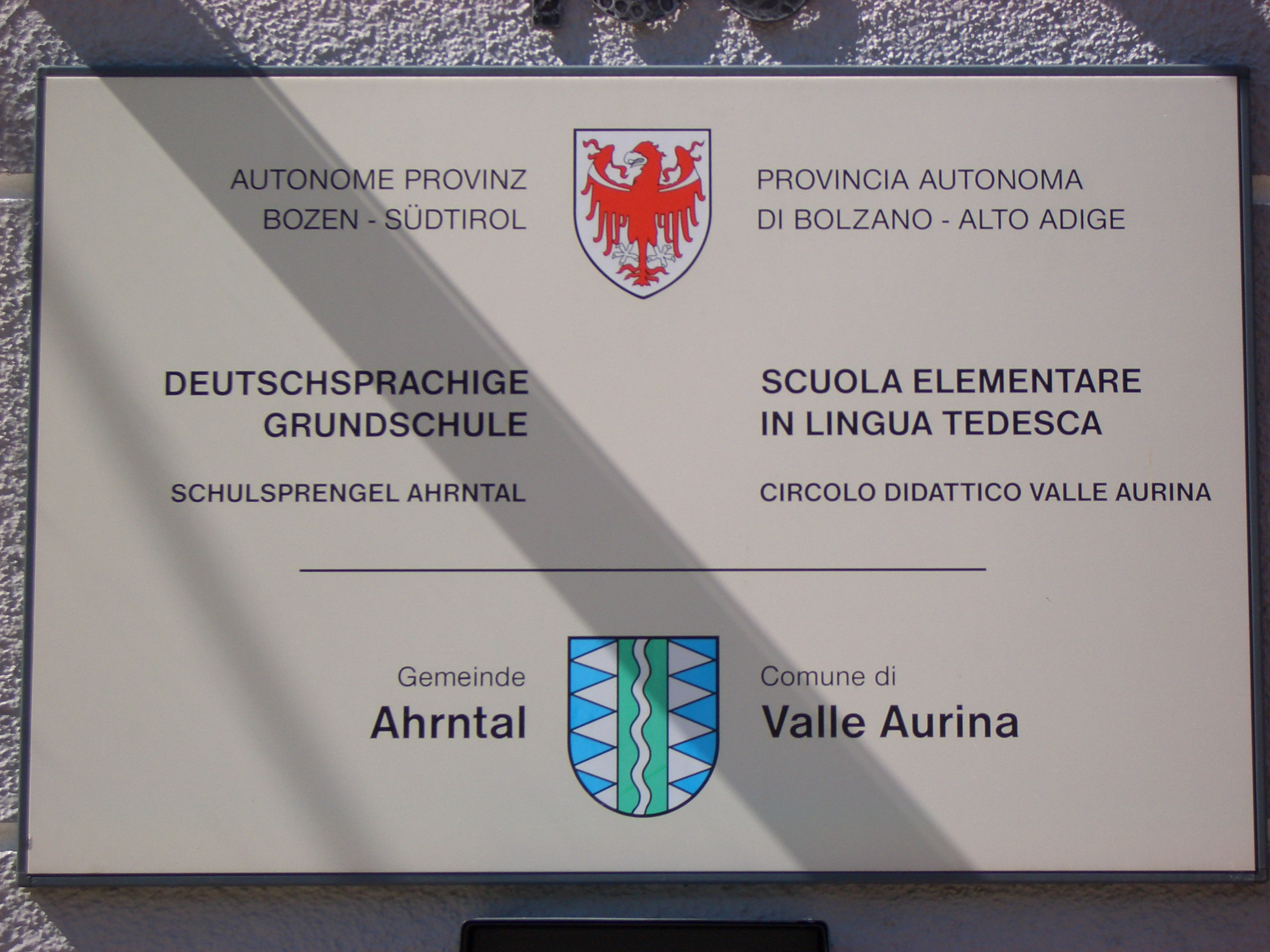
Una scuola in lingua tedesca

Per quanto riguarda la scuola, è prevista la separazione fra gruppi linguistici: l'insegnamento viene impartito esclusivamente in lingua italiana o tedesca, secondo l'appartenenza linguistica, da insegnanti di madrelingua. Elemento di attenuazione risulta l'apprendimento dell'altra lingua a partire dalla prima o seconda elementare (a mo' di lingua straniera). A livello della giunta provinciale vi sono due distinti assessorati, uno per l'intendenza scolastica tedesca e uno per quella italiana.

## Uso della lingua ladina nella scuola
La lingua ladina è usata nelle scuole materne ed è insegnata nelle scuole elementari delle località ladine (San Martino in Badia, La Valle, Corvara, Badia, Marebbe, Ortisei, Santa Cristina Valgardena, Selva di Val Gardena). Tale lingua è altresì usata quale strumento di insegnamento nelle scuole di ogni ordine e grado delle località stesse. In tali scuole l'insegnamento è impartito su base paritetica di ore e di esito finale, in italiano e tedesco. 
Esiste un assessorato alla scuola in lingua ladina distinto da quelli in lingua italiana e tedesca.